# Preludio op. 11 n. 9 (Skrjabin)
Il Preludio op. 11, n. 9 in Mi maggiore di Aleksandr Nikolaevič Skrjabin fu scritto nel 1896 a Mosca. È lungo 36 battute e richiede quasi un minuto e mezzo per essere suonato al ritmo di Andantino. Nonostante la sua chiave, la voce della mano sinistra spesso riproduce passaggi di do diesis minore, mentre la mano destra suona in modo relativamente coerente entro i limiti del Mi maggiore, dando al pezzo un colore tonale unico.

## Analisi strutturale
Il brano inizia con una delicata melodia della mano sinistra in Do diesis minore, accompagnata da blocchi di accordi della mano destra distintamente in maggiore. I frequenti accordi in maggiore di nona e di settima contribuiscono al lussuoso tono di colore del pezzo. Nell'ottava battuta una scala cromatica risale al Do diesis per ripetere le prime quattro battute della melodia iniziale. Questa volta una tripletta con un ritmo punteggiato viene utilizzata come contrappunto aggiuntivo nella mano destra.
Nella tredicesima battuta vediamo un ulteriore sviluppo della melodia, usando crescendo e decrescendo ampi ma brevi. Le quattro battute successive fungono da ponte verso la seconda sezione della battuta 17, dove si libra una melodia di tenore accompagnata da succulenti armonie nella mano destra. Questa sezione continua fino alla 30ª battuta, quando viene suonato un accordo di La maggiore, ma poi, quando si solleva il pedale, si ascoltata solo un accordo di terza in do diesis e la melodia iniziale viene ripetuta, usando l'armonia della mano destra della nona battuta. Il pezzo termina con tre blocchi di accordi, in una cadenza dominante molto potente, con l'accordo di Mi maggiore conclusivo arpeggiato.

## Incisioni
Una delle esibizioni acclamate dalla critica di questo pezzo è quella di Michail Pletnëv sul suo disco Scriabin: 24 Preludes/Sonatas 4 & 10.